# Romana Kahl-Stachniewicz
Romana Zofia Kahl-Stachniewicz (ur. 10 lutego 1943 w Krakowie, zm. 15 marca 2018 tamże) – polska ekonomistka, działaczka opozycyjna w okresie PRL.

## Życiorys
Po ukończeniu studiów ekonomicznych pracowała m.in. w administracji Uniwersytetu Jagiellońskiego w Krakowie. Od 1977 uczestniczyła w Ruchu Obrony Praw Człowieka i Obywatela. Z uwagi na działalność opozycyjną już w październiku 1978 została zwolniona z pracy. 25 lipca 1979 była współzałożycielką Ruchu Porozumienia Polskich Socjalistów. Od 1 września 1979 należała do Konfederacji Polski Niepodległej jako jedna z jej założycielek.
Od kwietnia 1978 do 13 grudnia 1981 była jedną z redaktorek Opinii Krakowskiej – w jej mieszkaniu odbywały się zwykle posiedzenia redakcji, zbierała materiały do kolejnych numerów i przepisywała je na maszynie, była autorką tekstów.
W latach 1978–1981 gromadziła i przekazywała ośrodkom krajowym i zagranicznym informacje o represjach i prześladowaniach za przekonania w Krakowie.
13 kwietnia 1980 stanęła na czele niezależnej demonstracji, która po mszy w Kościele Mariackim w Krakowie przeszła pod Studzienkę Badylaka dla upamiętnienia ofiar zbrodni katyńskiej oraz aktu samospalenia Walentego Badylaka – w przeciwieństwie do innych krakowskich działaczy opozycyjnych nie została profilaktycznie zatrzymana przez Służbę Bezpieczeństwa, gdyż była wówczas w ósmym miesiącu ciąży.
Dokumentowała fotograficznie różne formy działalności opozycyjnej i niezależnej – pierwsze manifestacje patriotyczne 11 listopada w Krakowie (w 1978, 1980 i 1981), niezależne uroczystości pod Kopcem Piłsudskiego na Sowińcu i inne.
Mimo iż miała niespełna dwuletnie dziecko 13 grudnia 1981 została internowana i osadzona w obozie w Gołdapi. Zwolniono ją 21 marca 1982.
W 2007 odznaczona Krzyżem Oficerskim Orderu Odrodzenia Polski. 22 września 2011 r. odznaczona została Medalem „Niezłomnym w słowie”.

## Życie prywatne
Mąż – Henryk Stachniewicz, rusycysta, były pracownik Akademii Górniczo-Hutniczej w Krakowie, autor podręczników językowych, córka – Stanisława Stachniewicz-Chavez, współpracowała z kwartalnikiem Tawacin, syn – dr Sławomir Stachniewicz, astrofizyk.